# Beloit, Kansas
Beloit är administrativ huvudort i Mitchell County i Kansas. Orten har fått sitt namn efter Beloit, Wisconsin. Enligt 2020 års folkräkning hade Beloit 3 404 invånare.

## Kända personer från Beloit
- Rodger Ward, racerförare